# لودویگ آیزنبرگ (نویسنده)

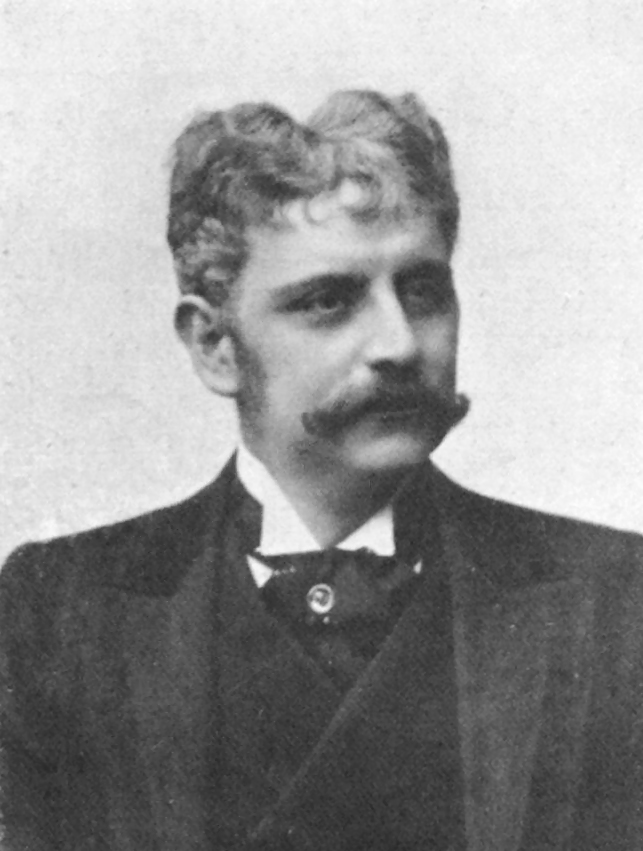
لودویگ آیزنبرگ

لودویگ جولیوس آیزنبرگ (زاده ۵ مارس ۱۸۵۸ در برلین، در دوره پادشاهی پروس - درگذشته ۲۵ ژانویه ۱۹۱۰ در وین، اتریش-مجارستان) نویسنده و مؤلف دایرةالمعارف اتریشی بود. او فرهنگ لغت هنرمندان صحنه را در میان سایر آثار خود تألیف کرد.

## آثار
- وین معنوی ZDB-ID 1308834-8
  - وین معنوی (همراه با ریچارد گرونر) جلد ۱، ۱۸۸۹. معمارانی که در وین زندگی می‌کردند، مجسمه سازان، بوهنکنستلر، هنرهای گرافیکی، روزنامه نگاران، نقاشان، موسیقی دانان و نویسندگان
  - وین معنوی (همراه با ریچارد گرونر) جلد ۲، ۱۸۹۰. معمارانی که در وین زندگی می‌کردند، مجسمه سازان، بوهن کونستلر، هنرهای گرافیکی، روزنامه نگاران، نقاشان، موسیقی دانان و نویسندگان. هنرمند و نویسنده لکسیکون
  - هنرمندان و نویسندگان جلد ۳، ۱۸۹۱ - لکسیکون داس سوله وین. همکاری در مورد معماران، مجسمه سازان، بوهنکنستلر، گرافیک، روزنامه نگاران، نقاشان، موسیقی دانان و نویسندگان وینی
  - «جلد تکمیلی» هنرمندان و نویسندگان جلد ۴، ۱۸۹۲ - لکسیکون داس سیول ویلن. همکاری در مورد معماران، مجسمه سازان، بوهنکنستلر، گرافیک، روزنامه نگاران، نقاشان، موسیقی دانان و نویسندگان وینی
  - وین معنوی جلد ۵، ۱۸۹۳.
- از مسیر. داستان‌های جدی و شاد از زندگی راه‌آهن. بروکهاوزن، وین و. الف. ۱۸۹۱.
- یوهان اشتراوس. لبنسبیلد Breitkopf & Härtel، لایپزیگ ۱۸۹۴
- آدولف فون ساننتال. یک کار هنری به عنوان کمک به تاریخ مدرن بورگت. با پیشگفتاری از لودویگ اسپیدل. پیرسون، درسدن ۱۸۹۶ (چاپ دوم، به عنوان آدولف سونتهال. یک شغل مصنوعی. به عنوان بخشی از تاریخ بورگوارد مدرن. ق / ۱۹۰۰)
- لغت نامه بزرگ. ناشر پائول لیست، لایپزیگ ۱۹۰۳